# Definition av planet

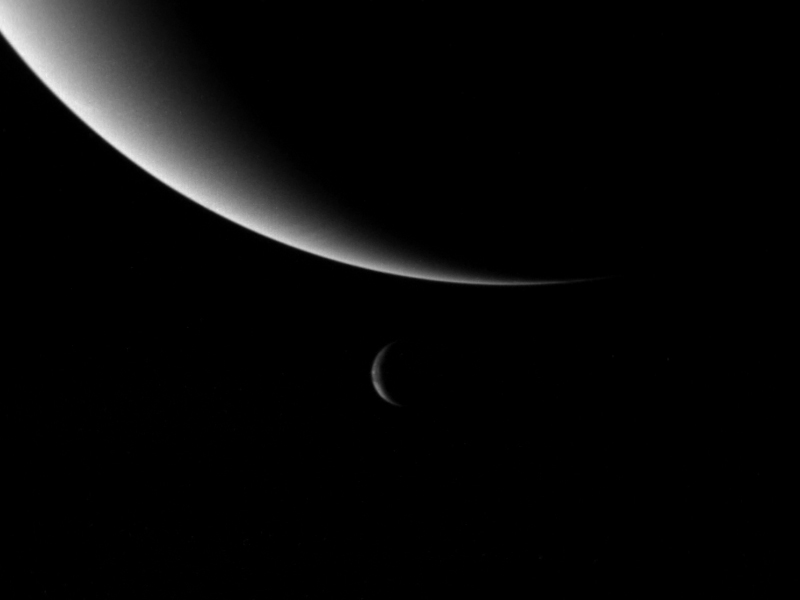
En bild av Neptunus måne Triton, tagen av rymdsonden Voyager 2 1989.

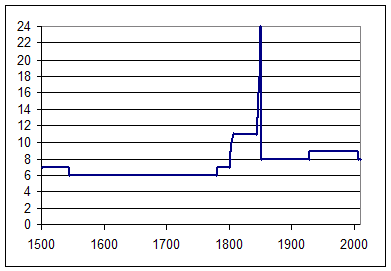
Antal accepterade planeter i solsystemet genom historien

Definitionen av vad som är en planet har varit ämne för en intensiv debatt inom astronomin. Trots att termen planet har existerat i tusentals år, har det inte funnits någon formell definition av denna term förrän den 24 augusti 2006.

## Historik
Genom historien har ordet planet betytt olika saker. För de antika grekerna var det himlakroppar som de såg rörde på sig, till skillnad från stjärnorna. De räknade inte bara vad som kallades de fem ’klassiska planeterna’ Merkurius, Venus, Mars, Jupiter och Saturnus, utan även solen och månen. De talade om sju planeter. Efter dessa fick veckodagarna sina namn: söndag var solens, måndag månens, tisdag Mars, onsdag Merkurius, torsdag Jupiters, fredag Venus och lördag Saturnus dag.
När den heliocentriska världsbilden konkurrerade ut den geocentriska började jorden räknas som en av planeterna och solen slutade kallas planet. När Galileo Galilei upptäckte fyra av Jupiters naturliga satelliter slutade man tala om månen som planet. Men vid upptäckten av Jupitersatelliterna 1610 samt Saturnus satelliter Titan 1655, Iapetus 1671 och Rhea 1672 beskrevs de som ”planeter”, inte månar. Måne på den tiden var bara jordens måne.
1781 sökte astronomen William Herschel efter dubbelstjärnor då han kallade ett objekt i stjärnbilden Oxen för komet. Att detta objekt skulle varit en planet spelade ingen roll för honom. Planeterna hade sedan antiken varit de samma tyckte han. Men till skillnad från en komet hade detta objekt en bana som nästan var cirkulär. Objektet erkändes dock som planet nummer sju: Uranus.
Mellan 1801 och 1807 upptäcktes de fyra första asteroiderna: Ceres, Pallas, Juno och Vesta. Dessa fyra sågs också som planeter, och det dröjde ända till 1845 innan den femte asteroiden, Astraea, blev upptäckt. Från 1847 och framåt upptäcktes nya asteroider nästan varje år, men dessa sågs inte som planeter, och Ceres, Pallas, Juno och Vesta förlorade sin planetstatus.
Oförklarade oregelbundenheter i Uranus banrörelse ledde till att Neptunus hittades 1846. Pluto lokaliserades 1930 efter beräkningar på ännu mindre oregelbundenhet i Neptunus bana. Senare visade det sig att Pluto var för liten för att ha orsakat detta och rymdsonden Voyager 2 visade att det berodde på att forskare hade övervärderat massan på Neptunus. Massan på planeter kan mätas ut då vi vet avståndet mellan jordens mittpunkt och Neptunus mittpunkt. Då forskarna fick ett felaktigt svar på denna uträkning, blev det fler oförklarade punkter när Neptunus inte rörde sig i den bana och/ eller med den banradie som man nyss hade kalkylerat ut.

## Vetenskaplig definition
Fram till början av 1990-talet fanns inget egentligt behov av en vetenskaplig, entydig definition, eftersom astronomerna bara hade ett objekt som avvek och det kunde tas om hand individuellt.
Men efter 1992 och upptäckterna av den myriad av små världar bortom Neptunus bana, hade antalet objekt stigit från nio till flera dussin. Efter upptäckten av den första exoplaneten 1995 hade antalet objekt överstigit hundra. Dessa nya upptäckter, några stora nog att kunna vara små stjärnor, andra mindre än vår måne, utmanade den rådande uppfattningen av vad en planet kunde vara.
Problemet med en klar definition nådde sin höjdpunkt 2005 med Mike Browns upptäckt av Eris, som var större än den minsta accepterade planeten Pluto. Som ett svar på detta så tillkännagav den Internationella astronomiska unionen (IAU) sitt beslut i frågan under sitt möte i Prag, augusti 2006. Enligt deras definition får en himlakropp statusen "Planet" om den:
- Är ett objekt som är i en stjärnas omloppsbana
- Är tillräckligt massiv för att dess gravitation får himlakroppen att uppnå hydrostatisk jämvikt
- Har rensat ut närområdet på mindre objekt

Definitionen på ”rensat ut grannskapet” anses vara att massan av de objekt som har liknande bana runt solen (månar samt trojaner ej räknade) är mycket mindre än objektet självt. Även om Pluto inte anses ha en liknande bana som Neptunus, ligger planeten i Kuiperbältet, där det finns ett antal objekt kallade plutinor som har samma bandiameter och omloppstid som Pluto. Flera av dessa objekt har var för sig massor motsvarande ett antal procent av Plutos massa.
De objekt som kretsar kring solen, är runda, men som inte har rensat grannskapet benämns dvärgplaneter. Eftersom denna definition klassificerar Pluto som en dvärgplanet, har antalet klassiska planeter minskat från nio till åtta. Denna definition har dock inte löst alla kontroverser och IAU:s beslut om definitionen var inte okontroversiellt. 
På sätt och vis är dock Plutos förlorade planetstatus bara en historisk upprepning av då de fyra första asteroiderna Ceres, 2 Pallas, 3 Juno och 4 Vesta förlorade sin planetstatus cirka 150 år tidigare.

### Fotnoter
1. ↑  Joanna Rose (1 oktober 2006). ”Dvärgplanet är Plutos nya identitet”. Forskning och framsteg. http://fof.se/tidning/2006/7/dvargplanet-ar-plutos-nya-identitet. Läst 7 september 2015.